# Kooiladder

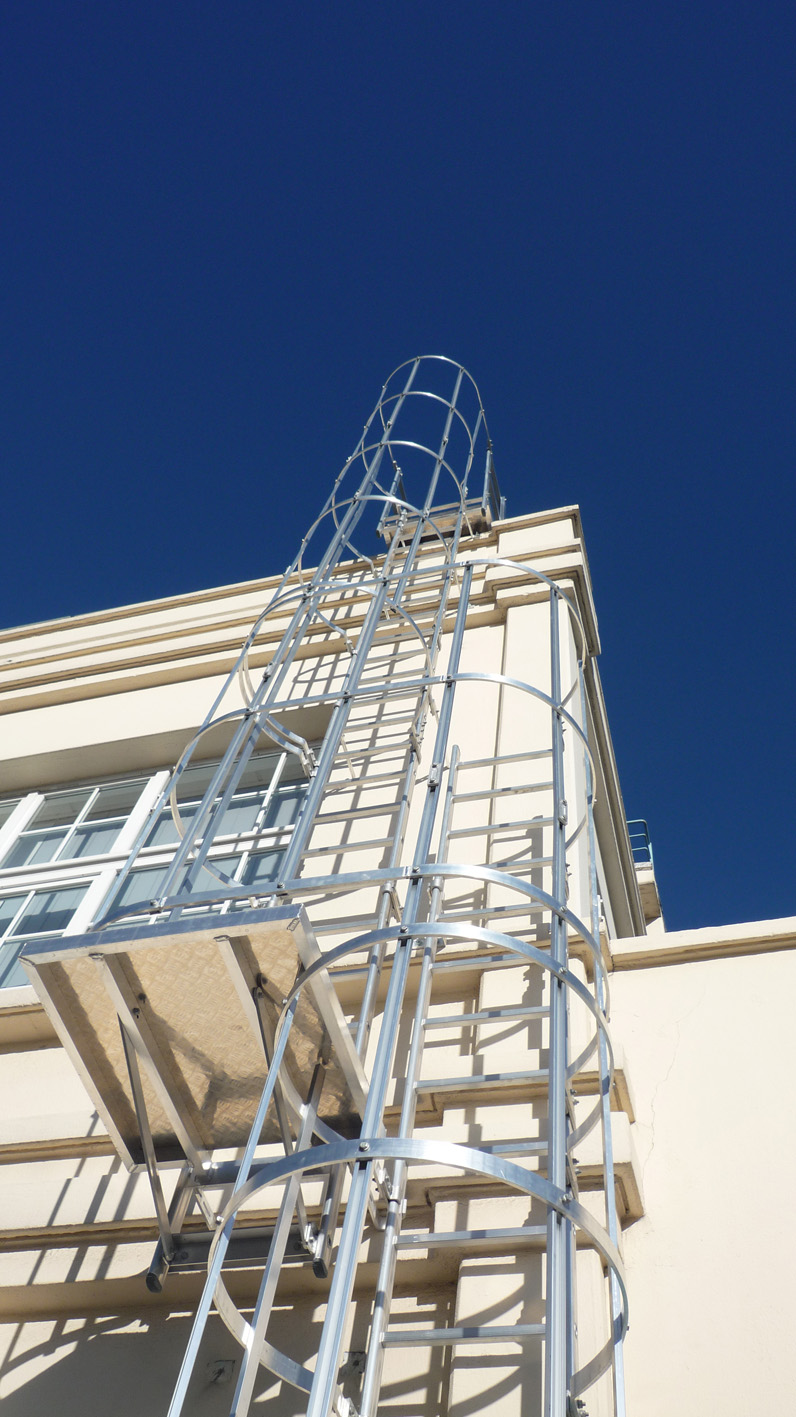
Kooiladder met bordes

Een kooiladder is vaste ladder die aan een constructie (bijvoorbeeld een gebouw, kraakfornuis of  schoorsteen) bevestigd is en een vorm van valbeveiliging heeft, bestaande uit ten minste een hekwerk. 
In Nederland zijn de basisreglementen voor kooiladders:
- EN-ISO 14122-4 ‘Veiligheid van machines - Permanente toegangsmiddelen tot machines - Deel 4: Vaste ladders’
- NEN 2484 ‘Draagbaar klimmaterieel - Ladders en trappen’

In sommige kooiladders is binnen de kooi ook een rail aangebracht, waaraan een gebruiker die een harnas draagt zich kan vastklikken en zo het vallen bij een misstap beperkt.  
Als een vaste ladder begint tussen 2,2 en 3 meter vanaf de grond, moet deze een kooi hebben. De kooi van de kooiladder moet doorlopen tot 1,1 meter boven aankomstniveau, aansluitend bij het verplicht leuningwerk op het hogere niveau. Volgens EN-ISO 14122-4 moet bovenaan een kooiladder op aankomstniveau aan beide kanten een leuning zijn geplaatst. Deze leuning dient aan beide zijdes minimaal 1,5 meter lang te zijn. Er moet bovenaan een kooiladder ook een zelfsluitende veiligheidspoort zijn aangebracht, waarmee dit poortje de gevaarlijke open ruimte van de ladder afsluit en daarmee valgevaar voorkomt.
Bij grotere hoogtes van een kooiladder schrijft EN-ISO 14122-4 voor om bij kooiladders vanaf 10 meter op iedere 6 meter een rustbordes te plaatsen, dat voorzien is van leuningwerk. Volgens het Arbobesluit 3.16 is een rustbordes nodig bij kooiladders vanaf 10 meter om de 7,5 meter.
Het gebruiken van een kooiladder in plaats van de beschikbare lift zorgt er voor dat iemand sport zonder sportschool. In een kooiladder gebruikt men zowel de handen als de benen, waardoor het klimmen in een kooiladder zelfs minder vermoeiend is dan het gebruiken van een gewone trap naar dezelfde hoogte. 